# Lindsaea malayensis
Lindsaea malayensis är en ormbunkeart som beskrevs av Holtt. Lindsaea malayensis ingår i släktet Lindsaea och familjen Lindsaeaceae. Inga underarter finns listade.